# Pie Postulatio Voluntatis
Pie postulatio voluntatis (lett "La pia richiesta") è una bolla papale emessa il 15 febbraio 1113 da Pasquale II, in cui quest'ultimo riconosce formalmente l'istituzione dell'Ordine dei Cavalieri Ospitalieri, confermandone l'indipendenza e la sovranità. Oggi tale documento è conservato presso la Biblioteca Nazionale di Malta, a La Valletta.

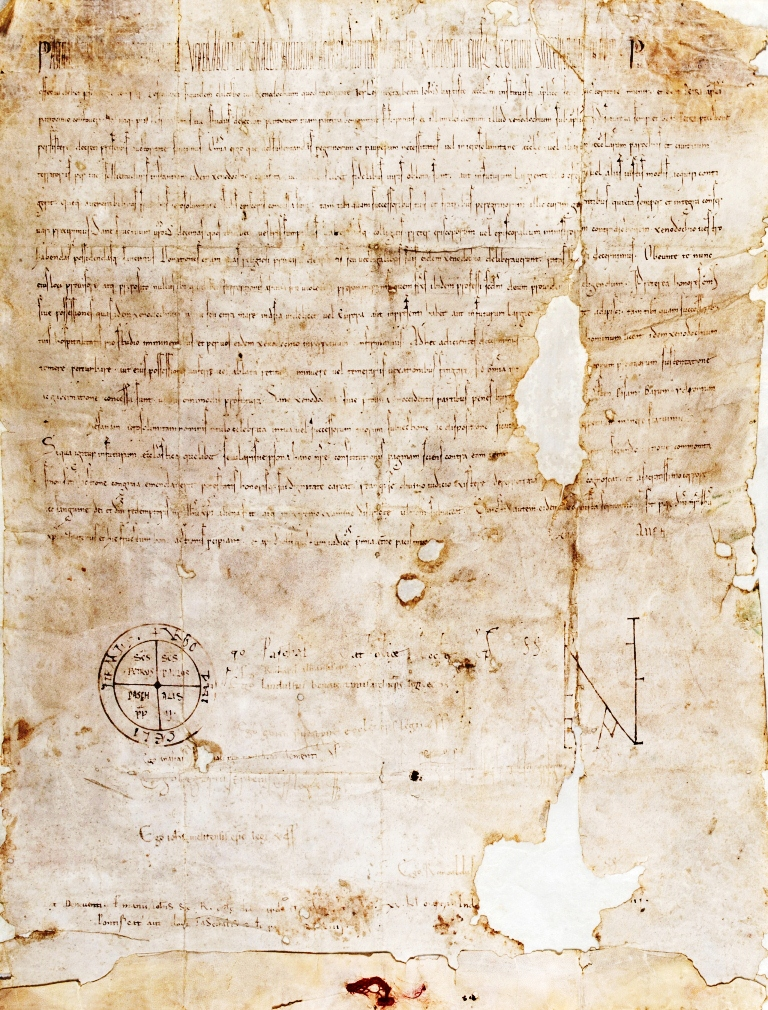
Immagine della bolla conservata alla Biblioteca Nazionale di Malta.

## Antefatti
Le origini dell'Ordine dei Cavalieri Ospitalieri risalgono al 1048, quando il califfo fatimide Al-Mustansir Billah diede il permesso ad alcuni mercanti della Repubblica di Amalfi di costruire un hospitale (edificio che va inteso non solo come luogo di cure, ma anche di assistenza e di alloggio) a Gerusalemme. La comunità che si creò attorno a questo edificio ottenne molta popolarità e, grazie soprattutto alle gesta del Gran Maestro Gerardo Sasso durante la prima crociata (1096-1099), anche una discreta indipendenza, che per l'appunto tale bolla formalizzò.

## La bolla
Papa Pasquale II concesse la bolla allo stesso Gerardo il 15 febbraio 1113. In essa il Papa riconosceva l'indipendenza dei Cavalieri Ospitalieri, che divennero dunque un ordine laico-religioso protetti soltanto dalla chiesa cattolica. La bolla, inoltre, conferisce all'Ordine Ospitaliere il diritto di eleggere i propri Gran Maestri senza che alcuna entità politica e religiosa possa in tale scelta. In aggiunta, nella bolla si stabilirono ufficialmente i tre voti a cui l'Ordine era vincolato: povertà, castità e obbedienza.

## Commemorazioni
In occasione del 900º anniversario dell'emissione della bolla pontificia fu organizzata una conferenza, durata due giorni, a Roma, a cui parteciparono ben 5.000 persone. Tale convegno iniziò il 7 febbraio 2013 e si concluse due giorni dopo, il 9 febbraio, con una messa celebrata nella Basilica di San Pietro dal cardinale Tarcisio Bertone.
Inoltre, sempre per l'occasione, le Poste Magistrali, l'operatore postale del Sovrano Militare Ordine di Malta, emisero una serie due francobolli che celebrano l'anniversario.